# BAP América
La BAP América fue una corbeta peruana, gemela de la Unión. 
Fue ordenada su construcción durante la Guerra de Secesión de Estados Unidos por el gobierno de la Unión bajo el nombre de USS San Francisco.   Posteriormente aun estando en astillero francés  fue adquirida en 1864 por la gestión del entonces teniente primero Miguel Grau Seminario y Aurelio García y García para la Armada del Perú. 
Este navío se perdió con toda su tripulación durante el terremoto y maremoto de Arica de 1868.

## Historial

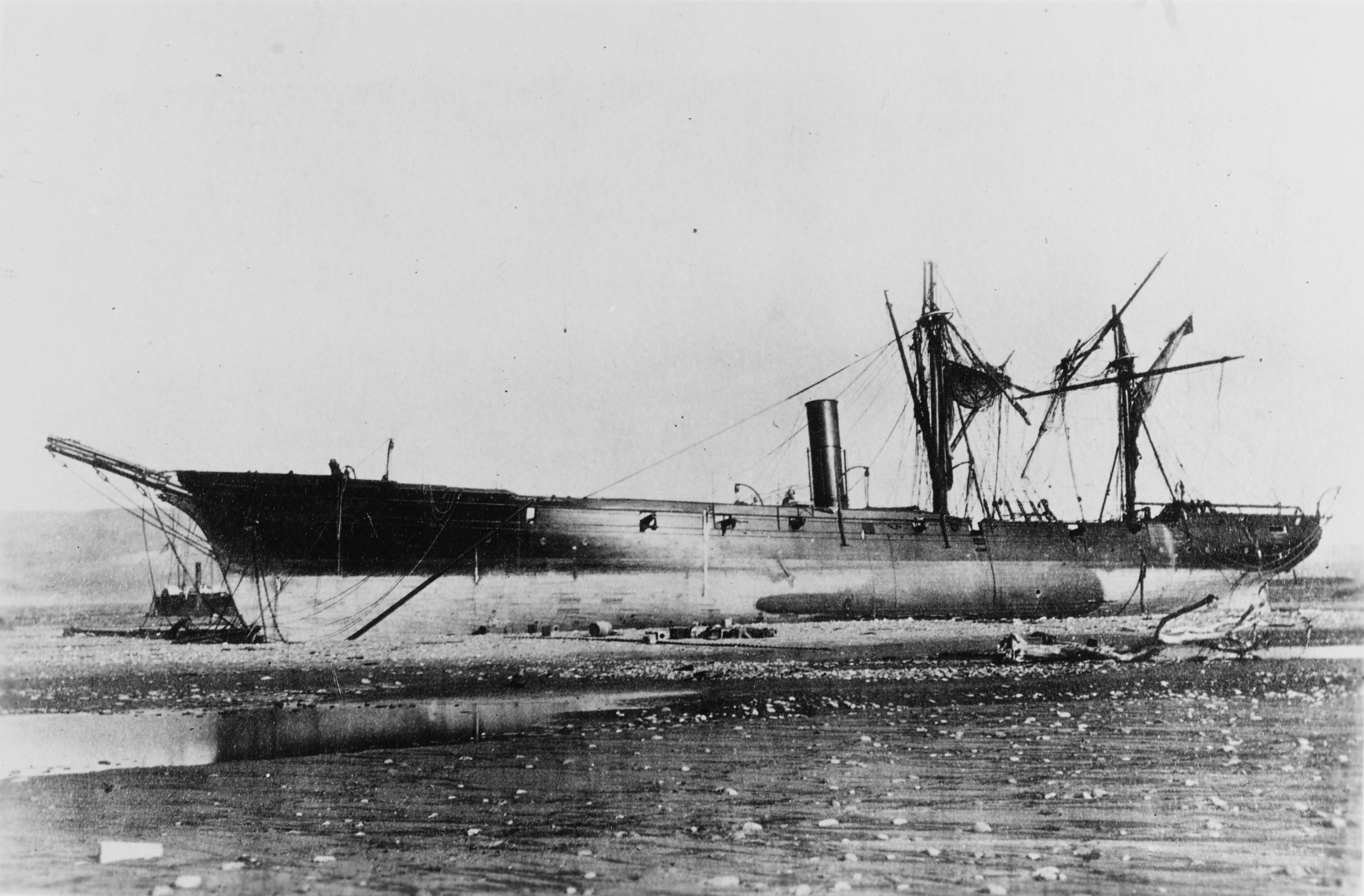
La corbeta BAP América sobre su quilla después del maremoto de Arica (1868), al fondo el USS Wateree.

Este navío estaba anclado junto al cañonero USS Wateree y la bricbarca USS Fredonia la tarde del 8 de agosto de 1868. 
Como a las 17:05 de la tarde del 13 de agosto, un terremoto de gran intensidad (grado 6 de la escala Richter) asoló la ciudad de Arica, echándola prácticamente abajo. La población sobreviviente se apiñó en los muelles solicitando ayuda a los navíos allí anclados para embarcarse, cuando repentinamente a las 17: 30 se desarrolló un tsunami que destruyó los malecones ocasionando muchos ahogamientos. 
Los navíos surtos, incluidos la BAP América soltaron sus anclas e intentaron ganar aguas profundas. La América que estaba con los fuegos encendidos inició la marcha tratando de salvarse hacia mar abierto, cuando bruscamente a las 17:30 el nivel del mar bajó por causa del retiro de la marea y la dejó varada en seco sobre quilla, con los fondos averiados en la bahía junto a los otros navíos.
Sorpresivamente el mar volvió entre las 17:45 y 18 horas como una marea sostenida de una altura no menor 13 metros con olas de 5 metros de forma continua y retomó a los navíos varados. La BAP América empezó a flotar, mientras que el USS Fredonia se destruía al chocar contra el morro de Arica; la BAP América siguió la misma dirección del USS Wateree, pero al topar con el fondo arenoso, empezó a rodar sobre su casco curvo destruyéndose los fondos y sus aparejos. No hubo ningún sobreviviente ni se hallaron los cadáveres de sus tripulantes.
No así el Wateree, que era de fondo plano y quedó intacto con casi toda su tripulación menos un tripulante que desapareció, quedando a casi 0,45 km de distancia de la orilla.